# ジョン・マクローリン (ハドソン湾会社)
ジョン・マクローリン（英: John McLoughlin、洗礼名ジャン＝バティスト・マクローリン（Jean-Baptiste McLoughlin）、1784年10月19日 - 1857年9月3日）は、バンクーバー砦にあったハドソン湾会社の毛皮交易コロンビア地区本部の主任代理人である。後に太平洋岸北西部のオレゴン・カントリーにおいてアメリカ人を援助したことで、「オレゴンの父」と呼ばれるようになった。1840年代後半、オレゴンシティにあったマクローリンの雑貨店がオレゴン・トレイルの終点として有名だった。

## 生い立ちと初期の経歴
マクローリンはケベック州リビエール・デュ・ルーで、アイルランド系、スコットランド系およびフランス系カナダ人の家庭に生まれた（祖父はアイルランドのドニゴール県、イニショーウェン半島のシャラガウアー出身だった）。子供のときは暫く大叔父のウィリアム・フレーザー大佐と住んでいた。ローマ・カトリックの洗礼を受けたが、聖公会員として育てられ、人生の後半でカトリックに戻った。1798年、ケベックのジェイムズ・フィッシャー卿に付いて医学の勉強を始めた。4年半の勉強の後で、1803年4月30日に医療を行う免許を認められた。北西会社がスペリオル湖で毛皮を集める前進基地だったオンタリオ州ウィリアム砦（現在のサンダーベイ）で医者として雇われた。そこでは毛皮交易業者になりインディアンの言語を幾つか覚えた。
1814年、マクローリンは会社の共同経営者になった。1816年、セブン・オークスの戦い後にレッド川植民地の知事であるロバート・センプル殺害の容疑で逮捕されたが、マクローリンは非難されたインディアンの代理という立場だったと主張されることが多い。マクローリンは1818年10月30日に裁判に掛けられ、告訴は斥けられた。マクローリンは1821年に北西会社がハドソン湾会社に併合されたときの交渉の提唱者だった。この併合後間もなく一時的にラック・ラ・プリュイー地区の主任に昇格した。

## コロンビア地区

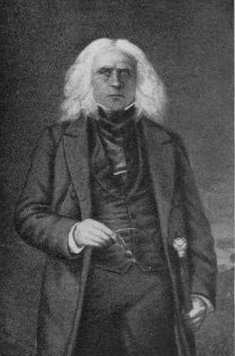
ジョン・マクローリン

1824年、ハドソン湾会社はマクローリンをコロンビア地区の主任代理人に指名し、ピーター・スキーン・オグデンをその補佐にした。コロンビア地区はアメリカ人がオレゴン・カントリーと呼ぶ地域にほぼ相当していた。当時、この地域はアメリカ合衆国とイギリスが1818年条約に基づいて共同統治していた。マクローリンがそこに到着した時、コロンビア川の河口にあるアストリア砦（現在のオレゴン州アストリア）に会社の支店を置くのは不適だと判断した。アストリア砦は1811年にアメリカ毛皮会社のジョン・ジェイコブ・アスターによって設立されていた。ヨークファクトリー・イクスプレス交易ルートは、コロンビア川の河口のジョージ砦（元アストリア砦）からスペリオル湖のウィリアム砦の間で北西会社が使っていた初期運送路から進化していた。
ハドソン湾会社の経営者、ジョージ・シンプソンが1824年から1825年に架けて、ヨークファクトリーからコロンビア地区を訪れた。シンプソンは以前に使っていたよりも早くなるよう、サスカチュワン川を辿りアサバスカ峠で山脈を越えるルートを調査した。その後このルートをヨークファクトリー・イクスプレスの輸送隊が使うようになった。
マクローリンはバンクーバー砦（現在のワシントン州バンクーバー）をコロンビア川のウィラメット河口を挟んで対岸のジョージ・シンプソンの選んだ場所に建設した。この基地は1825年3月19日に交易にも使えるようになった。バンクーバー砦に置いたコロンビア地方本部からインディアンとの取引を監督して平和を保ち、メキシコが支配していたカリフォルニア、さらにはハワイとサケや木材の交易を始め、ロシア領アメリカには商品を供給した。
1825年までに輸送路の両側から出発する2つの輸送隊が使われた。春になると1隊はコロンビア川下流、コロンビア地区にあるバンクーバー砦から出発し、もう1隊はハドソン湾のヨークファクトリーを出て、大陸の中間で互いに擦れ違った。それぞれの輸送隊はおよそ40名ないし75名の人員と2隻ないし5隻の特製ボートがあり、当時としては危険なくらいの速度で進んだ。通り道に住んでいたインディアンは、滝や航行できないような急流がある場所で陸路積荷を運ぶのを手伝って給与を得ていた。1839年の報告書では、片道に3ヶ月と10日を要し、平均速度は1日26マイル (40 km) だった。輸送隊員は物資や毛皮を船、馬および背嚢で、経路にある砦や交易基地に運んでいた。オレゴン・カントリーの長であるマクローリンや経路にある他の砦の経営者からの必要な物資や毛皮交易に関する状況報告書を運ぶこともあった。
バンクーバー砦は太平洋岸北西部の活動で中心地になった。毎年ロンドンからの船が太平洋を通って訪れ、毛皮と交換に物資や交易品を置いて行った。太平洋岸における毛皮交易の拠点だった。その影響力はロッキー山脈からハワイ諸島に、またロシア領アメリカからメキシコ領カリフォルニアにまで及んだ。マクローリンは最も多いときで34の前進基地、24の港、6隻の船および600人の従業員を監督した。マクローリンの管理下でコロンビア地方は高収益を続けたが、これにはヨーロッパでビーバーの帽子が高い人気を呼んでいたことが一部貢献した。
マクローリンの外観は、身長6フィート4インチ (193 cm)、長く若い時からの白髪が威厳を持たせたが、イギリス臣民であろうとアメリカ市民であろうと、また先住民であろうと、付き合う人には公平に対応することでも知られていた。当時ハドソン湾会社の現場従業員の妻達は多くが先住民であり、マクローリンの妻マルゲリートも先住民の母とジャン＝エチエンヌ・ワデンスという交易業者の間にできたメティだった。彼女はトンキン号事件で死んだ交易商アレクサンダー・マッケイの未亡人だった。その息子トマス・マッケイはマクローリンの養子になった。
1834年にオリンピック半島沖に難破した日本船が漂着し、音吉を含む3人の日本人船員が救助されたとき、マクローリンは彼らを使って日本との交易を開くことを思いつき、イーグル号で3人をロンドンに送って王室を説得しようとした。彼らは1835年にロンドンに到着し、16世紀のクリストファーとコスマス以来、初めてロンドンを訪れた日本人になった。イギリス政府は最終的に興味を示さず、この漂流者達は日本に帰れるようにマカオに送られ、琉球の那覇でモリソン号に乗船したが、直後にモリソン号事件が発生したため帰国できなかった。

## アメリカ人開拓者との関係
1821年、イギリス議会はアッパー・カナダの法律をコロンビア地区のイギリス臣民に押し付け、ハドソン湾会社にそれらの法律を執行する権限を与えた。バークーバー砦の主任代理人であるマクローリンはこの法をイギリス臣民に適用し、先住民との平和を維持し、アメリカ人開拓者にも法と秩序を維持しようとした。
1841年、オレゴン・トレイルを通って最初の幌馬車隊が到着した時、マクローリンは会社の命令に従わず、アメリカ人開拓者に少なからぬ物資援助を与えた。イギリスとアメリカ合衆国の関係は大変緊張してきており、当時多くの者が戦争の勃発を予測していた。おそらくマクローリンの援助で数多いアメリカ人開拓者による基地への武装攻撃を防ぐことになった。開拓者達はマクローリンの動機が純粋に利他的なものではないと理解し、その援助を不快に思ってその人生の残り期間マクローリンに反抗する動きにでた者もいた。
ハドソン湾会社は開拓が魅力のある毛皮交易を妨害するので公式には開拓を奨励していなかった。会社は遅ればせながらその地域におけるアメリカ人開拓者の増加によってコロンビア地区をアメリカ領土の一部にしてしまうことになると認識した。1841年、ハドソン湾会社のジョージ・シンプソン総督は、アレクサンダー・ロスにレッド川開拓者の1隊を組織してイギリスのために移住して土地を占拠するよう命令した。およそ200人の男女子供からなるジェイムズ・シンクレアの遠征隊がその年遅くにバーンクーバー砦に到着したとき、マクローリンはハドソン湾会社の農園に落ち着かせ、コロンビア川南岸への入植を奨励した。
オレゴン境界紛争で緊張が高まると、シンプソンは国境が遥か北の北緯49度線に定められる可能性を認識し、マクローリンにその本部をバンクーバー島に移すよう命令した。マクローリンはそうはせずに、ジェイムズ・ダグラスに命じて、カモスン砦（現在のカナダ、ブリティッシュコロンビア州ビクトリア）を建設させた。ウィラメット川渓谷との結び付きが増していたマクローリンはそこを離れることを拒んだ。
マクローリンはオレゴン・カントリーの将来に関する議論に巻き込まれた。マクローリンは1842年のオレゴン・ライシーアムでの議論の間、その弁護士を通じてアメリカ合衆国から離れた独立国家を提唱した。この見解は当初支持を得て決議案が採択されたが、後にメソジスト宣教師団のジョージ・アバネシーから出た独立国形成を保留する動議が出て取りやめになった。
1843年、アメリカ人開拓者達は独自の政府を樹立し、暫定オレゴン政府と呼んだ。議会委員会が権限付与法として法体系の草案を作った。これには3人の執行委員会、司法府、民兵隊、土地に関する法、および4つの郡創設が含まれていた。1843年の権限付与法の性格には曖昧さや混乱を招くところがあり、特にそれが憲法なのか法なのかが問題だった。1844年、新しい議会委員会がそれを法と考えることを決めた。1845年の権限付与法では修正を加え、政府にイギリス臣民が参加することを認めた。1846年のオレゴン条約はアメリカ合衆国の司法権が及ぶ範囲として北緯49度線以南を定めたが、暫定政府は1849年まで機能し続け、その後に初代オレゴン準州政府に譲った。

## オレゴン準州におけるその後の人生
マクローリンは1846年にハドソン湾会社を辞職した後、家族ごと南のウィラメット渓谷にあるオレゴンシティに戻った。そのときまでにオレゴン条約が批准されており、その地域はオレゴン準州としてアメリカ合衆国の一部になった。その渓谷はオレゴン・トレイルを通って流れ込んでくる開拓者達の選択する目的地だった。オレゴンシティに開店したマクローリンの店舗では開拓者達に食糧や農業用具を売った。1847年、マクローリンはセントグレゴリー爵位に叙され、ローマ教皇グレゴリウス16世から与えられた。1849年にはアメリカ合衆国市民になった。マクローリンの敵対者がサミュエル・R・サーストンによる1850年の寄付土地権利法にマクローリンの土地権利を喪わせる1節を挟むことに成功した。この法は執行されることは無かったが、年取ったマクローリンに苦い思いをさせた。1851年には投票総数66票のうち44票を獲得してオレゴンシティ市長に当選した。1857年に老衰で死に、オレゴンシティ中心街を見下ろす家の側に墓がある。

## 遺産

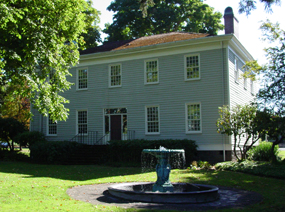
マクローリン・ハウス

1953年、オレゴン州はワシントンD.C.アメリカ合衆国議会議事堂の国立彫像ホール・コレクションにマクローリンの青銅像を寄贈した。マクローリンの死から100年にあたる1957年には、オレゴン州議会が公式に「オレゴンの父」の称号を贈った。オレゴン州内の多くの公共施設がマクローリンの名を関している
- ジョン・マクローリン橋
- オレゴンシティとポートランドの間にあるオレゴン州道99E号線の通り名、マクローリン・ブールバード
- 数多くの学校

オレゴンシティ市にあるマクローリンの元住居はマクローリン・ハウスと呼ばれ、現在博物館になっている。バンクーバー砦国立歴史史跡の一部である。
マクローリンは息子の一人を暴力が原因で死なせた。ジョン・マクローリン・ジュニアはスティキーン砦の2代目主任交易商に指名され、砦の従業員アーベイン・ヘルーのせいで死んだ唯一の者になった。ヘルーは殺人罪で告発されたが証拠不足で無罪となり、マクローリンが会社に対して抱いた腹立ちを増すことになった。